# ويليام تشرشل ديميل
ويليام تشرشل ديميل (بالإنجليزية: William C. de Mille) (و. 1878 – 1955 م) هو مخرج أفلام، وكاتب سيناريو، وكاتب أمريكي، ولد في واشنطن، كارولاينا الشمالية، توفي عن عمر يناهز 77 عاماً.

## التعليم
تعلم في جامعة كولومبيا.

## وصلات خارجية
- ويليام تشرشل ديميل على موقع IMDb (الإنجليزية)
- ويليام تشرشل ديميل على موقع ألو سيني (الفرنسية)
- ويليام تشرشل ديميل على موقع أول موفي (الإنجليزية)
- ويليام تشرشل ديميل على موقع قاعدة بيانات برودواي على الإنترنت (الإنجليزية)
- ويليام تشرشل ديميل على موقع قاعدة بيانات الأفلام السويدية (السويدية)
- ويليام تشرشل ديميل على موقع قاعدة بيانات الفيلم (الإنجليزية)
- ويليام تشرشل ديميل على موقع كينوبويسك (الروسية)